# Exodus: Journey to the Promised Land
Exodus: Journey to the Promised Land è un videogioco rompicapo a tema cristiano sviluppato da Color Dreams e pubblicato nel 1991 da Wisdom Tree per NES e Mega Drive, e negli anni successivi anche per Game Boy e DOS. Il gioco ha avuto un sequel, Joshua: The Battle of Jericho, distribuito nel 1992.

## Modalità di gioco
Come altri giochi Wisdom Tree, Exodus è una versione modificata di un titolo Color Dreams, in questo caso Crystal Mines. Il giocatore controlla Mosè, il cui scopo è condurre gli israeliti alla terra promessa, attraverso un lungo ed intricato labirinto. Mosè ha la capacità di sparare lettere "W" incandescenti, rappresentanti la parola di Dio, per sconfiggere i nemici e rimuovere gli ostacoli. Per completare un livello, Mosè deve ottenere 5 punti interrogativi e un certo numero di Manna, evitando o sconfiggendo i nemici, tra cui vi sono soldati e stregoni. Raccolti punti interrogativi e Manna, l'uscita dal livello apparirà in un punto specifico, attraversato il quale si dovrà rispondere a cinque domande sulla Bibbia, prima di poter passare al prossimo livello. Il tema musicale nei livelli di gioco è Father Abraham, una canzone popolare incentrata sulla figura di Abramo.